# Standing together
Standing together (hébreu : עומדים ביחד, Omdim Beyachad ; arabe : نقف معًا, Naqif Ma'an ; littéralement, «Debout ensemble») est un mouvement israélien qui vise à rapprocher les Palestiniens d'Israël et les juifs israéliens ; il est le plus grand mouvement populaire arabo-juif du pays. Fondé en 2015, il compte environ 5 300 membres en avril 2024. Le mouvement s'oppose à l'occupation israélienne des territoires palestiniens ainsi qu'au néolibéralisme. Depuis le début de la guerre de Gaza en octobre 2023, il joue un rôle de premier plan dans les manifestations contre la guerre et en faveur du cessez-le-feu au sein de la société israélienne.
Il est critiqué pendant la guerre de Gaza par une organisation fondatrice de Boycott, désinvestissement et sanctions (BDS), la Campagne palestinienne pour le boycott académique et culturel d’Israël (Palestinian Campaign for the Academic and Cultural Boycott of Israel (en), PACBI) qui juge que Standing together participe à la normalisation d'Israël, et ne s'attaque pas suffisamment aux causes de l'injustice qui affecte les Palestiniens.

## Organisation
Le mouvement vise à garantir l’égalité de traitement entre les Palestiniens et les Juifs israéliens. La direction est composée d'une représentation à peu près égale de chaque groupe, et le mouvement publie tous ses documents en hébreu et en arabe. Cependant, en 2018, le mouvement comptait plus de membres juifs israéliens que de Palestiniens d'Israël.
Standing Together est créé fin 2015, principalement par des personnes qui avaient également été actives dans les manifestations pour des logements accessibles en Israël en 2011. Nombre de ses fondateurs étaient membres du parti politique Hadash - alliance parlementaire de gauche radicale juive et arabe israélienne. Ils évoquent parmi leurs modèles ou sources d'inspiration Podemos en Espagne, Momentum au Royaume-Uni, Syriza en Grèce, et les Socialistes démocrates d'Amérique, mais déclarent qu'ils ne souhaitent pas faire de leur mouvement un parti politique. Standing together met l'accent sur la justice économique et sociale. Il a pour objectif de promouvoir, outre la paix, et la fin de la colonisation, la pleine égalité pour les citoyens palestiniens d'Israël, les droits des travailleurs (y compris les prestations d'invalidité), les droits des femmes, les droits des LGBT,.
Le mouvement compte neuf sections réparties à travers Israël : dans le Sharon, le Triangle et le Néguev, dans les grandes villes de Haïfa, Tel-Aviv et Jérusalem, ainsi que sur les campus universitaires de l'Université de Tel-Aviv, de l'Université Ben-Gourion, de l'Université de Haïfa et de l'Université hébraïque de Jérusalem.
Alon-Lee Green et Rula Daoud sont les codirecteurs nationaux du mouvement, Uri Weltmann est l'organisateur national du mouvement sur le terrain, Sally Abed est la responsable du département de développement des ressources. Ils ont été élus à la tête du mouvement.
Les rassemblements de Standing together sont reconnaissables aux tee-shirts violets des membres du groupe. Standing Together a reçu un financement du New Israel Fund (en).

## Actions entre 2015 et septembre 2023
À l’été 2017, les manifestants de Standing Together bloquent plusieurs autoroutes pour protester contre le fait que les prestations d’invalidité sont inférieures au salaire minimum. Ils ont également contribué par la suite à collecter des fonds pour les manifestants qui avaient été condamnés à des amendes.
En 2018 ils protestent contre les expulsions à Jérusalem-Est (y compris à Sheikh Jarrah ) ; contre la répression par Tsahal des manifestations palestiniennes à la frontière de Gaza, qui avait entraîné la mort de plus de 60 manifestants, ; et contre la démolition prévue de villages bédouins dans le Néguev,.
En 2018, Standing Together œuvre pour sensibiliser le public à la question de l'expulsion par Israël de demandeurs d'asile africains (en particulier érythréens et soudanais),. Le mouvement organise une manifestation de 20 000 personnes dans le sud de Tel-Aviv contre les expulsions prévues.
En mai 2018, Standing together organise également des manifestations contre le transfert de l’ambassade américaine à Jérusalem.
En 2018, le mouvement comptait environ 2 000 membres inscrits. Entre 20 000 et 30 000 personnes ont participé aux événements Standing Together cette année-là.
En 2019, un petit groupe de militants de Standing Together proteste contre une politique discriminatoire de l'hôpital Barzilai qui exige que les passagers palestiniens soient interrogés avant de pouvoir entrer dans l'hôpital. Bien que cette politique ait épargné en principe les citoyens arabes israéliens, des preuves empiriques indiquent qu'ils avaient également été ciblés par cette politique.
En septembre 2020, le groupe organise une manifestation contre la réponse du gouvernement israélien à la pandémie de COVID-19 - que le groupe jugeait inefficace - à Tel-Aviv. Le groupe remplit la place Rabin avec 1 019 chaises vides, chacune représentant un décès israélien dû au COVID-19.
En janvier 2023, Standing Together organise une manifestation de 20 000 à 30 000 personnes à Tel-Aviv contre le nouveau gouvernement, ; plus tard cette année-là, ils participent aux manifestations de 2023 contre la réforme judiciaire israélienne promulguée par le Premier ministre Benjamin Netanyahu,.
En août 2023, une émission de radio animée par le codirecteur national du mouvement, Alon-Lee Green, est censurée après une campagne de pression de la droite. Une semaine plus tard, l’émission a été divulguée et publiée en ligne.
Fin septembre 2023, le mouvement organise une manifestation sur la place Dizengoff à Tel-Aviv pour attirer l'attention sur les Palestiniens tués de fait des directives politiques du ministre de la Sécurité Itamar Ben-Gvir.

## Pendant la guerre entre Israël et le Hamas

### Critiques publiées par la Campagne palestinienne pour le boycott académique et culturel d'Israël
En janvier 2024, la Campagne palestinienne pour le boycott académique et culturel d'Israël, membre fondateur de BDS, critique Standing together, affirmant qu'il s'agit d'une « organisation de normalisation d'Israël qui cherche à détourner l'attention et à blanchir le génocide israélien en cours à Gaza ». Ce groupe reproche aussi à Standing Together une position prétendument équilibrée qui conduit à blâmer les Palestiniens à part égale avec les Israéliens.
Analysant cette controverse, le magazine juif américain Forward identifie dans la ligne adoptée par Standing together des actes qui pourraient expliquer la position de Campagne palestinienne pour le boycott académique et culturel d'Israël, et, à l'opposé, des marques d'engagement pro-palestinien non équivoques de Standing together.
D'une part Standing together est perçu favorablement, comme modéré, par de nombreux juifs qui se sont éloignés d'organisations israéliennes de gauche en lutte contre ce qu'elles appellent « l'apartheid en Israël » (comme l'organisation B'Tselem par exemple). En janvier 2024, une des dirigeantes de Standing together, Sally Abed, accorde un entretien à un magazine juif de droite, Fathom. Des membres dirigeants de Standing together ont exprimé dans une lettre publique en octobre 2023 leur déception face à la « gauche politique mondiale », et à ce qu'ils considèrent comme sa « réaction inadéquate à la violence du Hamas contre les Israéliens ».
D'autre part cependant, la voix de Standing together est une des rares qui s'élève en Israël contre la guerre à Gaza. Selon Uri Weltmann, un responsable national du groupe, les ordres d'évacuation que l'armée israélienne adresse régulièrement aux Gazaouis « équivalent à un acte de nettoyage ethnique, car cela entraînera sûrement une catastrophe humanitaire. ».
Certains universitaires et militants ont exprimé leur désaccord avec la critique sévère de Standing together par Campagne palestinienne pour le boycott académique et culturel d'Israël ; c'est le cas notamment le blogueur gazaoui Ahmed Fouad Alkhatib (en). Les membres arabes israéliens de Standing Together ont publié par la suite une déclaration dans laquelle ils déplorent la suggestion émise par la Campagne palestinienne pour le boycott académique et culturel d'Israël de boycotter Standing together, et affirment que de tels appels servent les intérêts de l'establishment politique israélien, qui tente également de les bâillonner.

### Actions de Standing together
Après le début de la guerre entre Israël et le Hamas, Standing Together collecte de l’aide pour les communautés touchées par les attaques du 7 octobre. Le groupe organise la Convention de solidarité, qui a été le fer de lance des rassemblements contre la guerre et en faveur du cessez-le-feu en Israël. Ils créent une ligne d'assistance téléphonique pour les Palestiniens d'Israël, en particulier les étudiants affectés par les attitudes anti-palestiniennes. Les dirigeants de Standing Together se sont également rendus aux États-Unis pour parler de leur travail dans des synagogues et auprès d’autres organisations.
En mars 2024, certains militants du groupe organisent un convoi de 30 voitures pour tenter de livrer de l’aide humanitaire au poste frontière de Kerem Shalom dans la bande de Gaza. La police force le convoi à faire demi-tour à environ trois kilomètres du passage à niveau.
En mai 2024, le groupe forme un groupe pour protéger les camions d'aide humanitaire à destination de la bande de Gaza contre les attaques des « militants et colons d'extrême droite [israéliens] » alors qu'ils se dirigeaient de la Jordanie à travers la Cisjordanie,. Selon les dirigeants de Standing Together, la présence des militants de Standing Together a permis à tous les camions d'aide « de passer sans que les colons les arrêtent oules attaquent ».
En septembre 2024, les dirigeants de Standing together publient dans Haaretz une tribune contre l'invasion israélienne du Liban ; ils y critiquent la position favorable à cette invasion défendue par la gauche israélienne.